# Режанці
Режа́нці (болг. Режанци) — село в Перницькій області Болгарії. Входить до складу общини Брезник.

## Населення
За даними перепису населення 2011 року у селі проживали 100 осіб, з них 99 осіб (99,0%) — болгари.
Розподіл населення за віком у 2011 році:
Динаміка населення: